# Double dames du Championnat d'Australie 1953
Championnat d'Australie  1953
Tableau du simple messieurs

Tableau du simple dames

Tableau du double messieurs

Tableau du double dames

Tableau du double mixte
Championnat d'Australie 
Double dames
Grands Chelems 1953
Double dames
Cet article présente les résultats détaillés du double dames de l’édition 1953 des championnats de tennis d'Australie qui est disputé du 8 au 17 janvier 1953. Ce tournoi est le premier de la tournée du Grand Chelem.

## Faits marquants
Maureen Connolly et Julia Sampson battent Mary Bevis Hawton et Beryl Penrose en finale de cette édition ; il s'agit du 1er succès de cette équipe dans les tournois du Grand Chelem.

## Parcours
| No | Équipe                           | Résultat      | Ultimes adversaires               |
| -- | -------------------------------- | ------------- | --------------------------------- |
| 2  | Mary Bevis Hawton Beryl Penrose  | Finale        | Maureen Connolly Julia Sampson    |
| 3  | Helen Angwin Gwen Thiele         | 1/2 finale    | Maureen Connolly Julia Sampson    |
| 4  | Carmen Borelli Pamela Southcombe | 1/4 de finale | Mary Carter Reitano Barbara Warby |
| 5  | Nell Hall Hopman Jenny Staley    | 1/4 de finale | Maureen Connolly Julia Sampson    |

## Résultats

### Tableau complet
|  |                                  |                                   |                                  |                                 |                                 |                                 |     |               |                                   |                                   |                                   |                                   |                                   |                                   |                                |                                |                                |                                |                                |                                |        |        |        |        |
|  | 1er tour                         | 1er tour                          | 1er tour                         | 1er tour                        | 1er tour                        |                                 |     | 1/4 de finale | 1/4 de finale                     | 1/4 de finale                     | 1/4 de finale                     | 1/4 de finale                     |                                   |                                   | Finale                         | Finale                         | Finale                         | Finale                         | Finale                         | Finale                         | Finale | Finale | Finale | Finale |
|  |                                  |                                   |                                  |                                 |                                 |                                 |     |               |                                   |                                   |                                   |                                   |                                   |                                   |                                |                                |                                |                                |                                |                                |        |        |        |        |
|  |                                  |                                   |                                  |                                 |                                 |                                 |     |               | 1/2 finale                        |                                   |                                   |                                   |                                   |                                   |                                |                                |                                |                                |                                |                                |        |        |        |        |
|  |                                  |                                   |                                  |                                 |                                 |                                 |     |               |                                   |                                   |                                   |                                   |                                   |                                   |                                |                                |                                |                                |                                |                                |        |        |        |        |
|  |                                  |                                   |                                  |                                 |                                 |                                 |     |               |                                   |                                   |                                   |                                   |                                   |                                   |                                |                                |                                |                                |                                |                                |        |        |        |        |
|  | Maureen Connolly Julia Sampson   |                                   | 6                                | 6                               |                                 |                                 |     |               |                                   |                                   |                                   |                                   |                                   |                                   |                                |                                |                                |                                |                                |                                |        |        |        |        |
|  | Maureen Connolly Julia Sampson   |                                   |                                  |                                 |                                 |                                 |     |               |                                   |                                   |                                   |                                   |                                   |                                   |                                |                                |                                |                                |                                |                                |        |        |        |        |
|  | Betty Ruffin Judy Tissott        |                                   | 2                                | 2                               |                                 |                                 |     |               |                                   |                                   |                                   |                                   |                                   |                                   |                                |                                |                                |                                |                                |                                |        |        |        |        |
|  | Betty Ruffin Judy Tissott        | Maureen Connolly Julia Sampson    | 2                                | 2                               |                                 | 6                               | 6   |               |                                   |                                   |                                   |                                   |                                   |                                   |                                |                                |                                |                                |                                |                                |        |        |        |        |
|  |                                  |                                   |                                  |                                 |                                 | 6                               | 6   |               |                                   |                                   |                                   |                                   |                                   |                                   |                                |                                |                                |                                |                                |                                |        |        |        |        |
|  |                                  |                                   | Nell Hall Hopman Jenny Staley    | (5)                             | 2                               | 1                               |     |               |                                   |                                   |                                   |                                   |                                   |                                   |                                |                                |                                |                                |                                |                                |        |        |        |        |
|  | Fay Muller Mary Schultz          |                                   | Nell Hall Hopman Jenny Staley    | (5)                             | 2                               | 1                               | 1   | 12            | 2                                 |                                   |                                   |                                   |                                   |                                   |                                |                                |                                |                                |                                |                                |        |        |        |        |
|  | Fay Muller Mary Schultz          |                                   |                                  |                                 |                                 |                                 |     |               | 2                                 |                                   |                                   |                                   |                                   |                                   |                                |                                |                                |                                |                                |                                |        |        |        |        |
|  | Nell Hall Hopman Jenny Staley    | (5)                               | 6                                | 10                              | 6                               |                                 |     |               |                                   |                                   |                                   |                                   |                                   |                                   |                                |                                |                                |                                |                                |                                |        |        |        |        |
|  | Nell Hall Hopman Jenny Staley    | (5)                               | 6                                | 10                              | 6                               |                                 |     |               | Maureen Connolly Julia Sampson    | Maureen Connolly Julia Sampson    | Maureen Connolly Julia Sampson    | Maureen Connolly Julia Sampson    | Maureen Connolly Julia Sampson    | Maureen Connolly Julia Sampson    |                                | 6                              | 6                              |                                |                                |                                |        |        |        |        |
|  |                                  |                                   |                                  |                                 |                                 |                                 |     |               | Maureen Connolly Julia Sampson    | Maureen Connolly Julia Sampson    | Maureen Connolly Julia Sampson    | Maureen Connolly Julia Sampson    | Maureen Connolly Julia Sampson    | Maureen Connolly Julia Sampson    |                                | 6                              | 6                              |                                |                                |                                |        |        |        |        |
|  | Helen Angwin Gwen Thiele         | Helen Angwin Gwen Thiele          | Helen Angwin Gwen Thiele         | Helen Angwin Gwen Thiele        | Helen Angwin Gwen Thiele        | Helen Angwin Gwen Thiele        | (3) | 3             | 3                                 |                                   |                                   |                                   |                                   |                                   |                                |                                |                                |                                |                                |                                |        |        |        |        |
|  | Helen Angwin Gwen Thiele         | Helen Angwin Gwen Thiele          | Helen Angwin Gwen Thiele         | Helen Angwin Gwen Thiele        | Helen Angwin Gwen Thiele        | Helen Angwin Gwen Thiele        | (3) | 3             | 3                                 | Dorn Fogarty Barbara Rich         |                                   | 6                                 | 7                                 |                                   |                                |                                |                                |                                |                                |                                |        |        |        |        |
|  |                                  |                                   |                                  |                                 |                                 |                                 |     |               |                                   | Dorn Fogarty Barbara Rich         |                                   | 6                                 | 7                                 |                                   |                                |                                |                                |                                |                                |                                |        |        |        |        |
|  | Joy Donoghue Margaret Wallis     |                                   | 2                                | 5                               |                                 |                                 |     |               |                                   |                                   |                                   |                                   |                                   |                                   |                                |                                |                                |                                |                                |                                |        |        |        |        |
|  | Joy Donoghue Margaret Wallis     | Dorn Fogarty Barbara Rich         | 2                                | 5                               |                                 | 2                               | 1   |               |                                   |                                   |                                   |                                   |                                   |                                   |                                |                                |                                |                                |                                |                                |        |        |        |        |
|  |                                  |                                   |                                  |                                 |                                 | 2                               | 1   |               |                                   |                                   |                                   |                                   |                                   |                                   |                                |                                |                                |                                |                                |                                |        |        |        |        |
|  |                                  |                                   | Helen Angwin Gwen Thiele         | (3)                             | 6                               | 6                               |     |               |                                   |                                   |                                   |                                   |                                   |                                   |                                |                                |                                |                                |                                |                                |        |        |        |        |
|  | Margaret Hellyer Betty Holstein  |                                   | Helen Angwin Gwen Thiele         | (3)                             | 6                               | 6                               | 9   | 5             | 5                                 |                                   |                                   |                                   |                                   |                                   |                                |                                |                                |                                |                                |                                |        |        |        |        |
|  | Margaret Hellyer Betty Holstein  |                                   |                                  |                                 |                                 |                                 |     |               |                                   |                                   |                                   |                                   |                                   |                                   |                                |                                |                                |                                |                                |                                |        |        |        |        |
|  | Helen Angwin Gwen Thiele         | (3)                               | 7                                | 7                               | 7                               |                                 |     |               |                                   |                                   |                                   |                                   |                                   |                                   |                                |                                |                                |                                |                                |                                |        |        |        |        |
|  | Helen Angwin Gwen Thiele         | (3)                               | 7                                | 7                               | 7                               |                                 |     |               |                                   |                                   |                                   |                                   |                                   |                                   | Maureen Connolly Julia Sampson | Maureen Connolly Julia Sampson | Maureen Connolly Julia Sampson | Maureen Connolly Julia Sampson | Maureen Connolly Julia Sampson | Maureen Connolly Julia Sampson |        | 6      | 6      |        |
|  |                                  |                                   |                                  |                                 |                                 |                                 |     |               |                                   |                                   |                                   |                                   |                                   |                                   | Maureen Connolly Julia Sampson | Maureen Connolly Julia Sampson | Maureen Connolly Julia Sampson | Maureen Connolly Julia Sampson | Maureen Connolly Julia Sampson | Maureen Connolly Julia Sampson |        | 6      | 6      |        |
|  | Mary Bevis Hawton Beryl Penrose  | Mary Bevis Hawton Beryl Penrose   | Mary Bevis Hawton Beryl Penrose  | Mary Bevis Hawton Beryl Penrose | Mary Bevis Hawton Beryl Penrose | Mary Bevis Hawton Beryl Penrose | (2) | 4             | 2                                 |                                   |                                   |                                   |                                   |                                   |                                |                                |                                |                                |                                |                                |        |        |        |        |
|  | Mary Bevis Hawton Beryl Penrose  | Mary Bevis Hawton Beryl Penrose   | Mary Bevis Hawton Beryl Penrose  | Mary Bevis Hawton Beryl Penrose | Mary Bevis Hawton Beryl Penrose | Mary Bevis Hawton Beryl Penrose | (2) | 4             | 2                                 | Mary Carter Reitano Barbara Warby |                                   | 6                                 | 6                                 |                                   |                                |                                |                                |                                |                                |                                |        |        |        |        |
|  |                                  |                                   |                                  |                                 |                                 |                                 |     |               |                                   |                                   |                                   | 6                                 | 6                                 |                                   |                                |                                |                                |                                |                                |                                |        |        |        |        |
|  | Allison Burton Loris Nichols     |                                   | 1                                | 3                               |                                 |                                 |     |               |                                   |                                   |                                   |                                   |                                   |                                   |                                |                                |                                |                                |                                |                                |        |        |        |        |
|  | Allison Burton Loris Nichols     | Mary Carter Reitano Barbara Warby | 1                                | 3                               |                                 | 6                               | 4   | 9             |                                   |                                   |                                   |                                   |                                   |                                   |                                |                                |                                |                                |                                |                                |        |        |        |        |
|  |                                  |                                   |                                  |                                 |                                 | 6                               | 4   | 9             |                                   |                                   |                                   |                                   |                                   |                                   |                                |                                |                                |                                |                                |                                |        |        |        |        |
|  |                                  |                                   | Carmen Borelli Pamela Southcombe | (4)                             | 3                               | 6                               | 7   |               |                                   |                                   |                                   |                                   |                                   |                                   |                                |                                |                                |                                |                                |                                |        |        |        |        |
|  | Esme Robertson R. Wratten        |                                   | Carmen Borelli Pamela Southcombe | (4)                             | 3                               | 6                               | 7   | 1             | 6                                 | 3                                 |                                   |                                   |                                   |                                   |                                |                                |                                |                                |                                |                                |        |        |        |        |
|  | Esme Robertson R. Wratten        |                                   |                                  |                                 |                                 |                                 |     |               | 6                                 | 3                                 |                                   |                                   |                                   |                                   |                                |                                |                                |                                |                                |                                |        |        |        |        |
|  | Carmen Borelli Pamela Southcombe | (4)                               | 6                                | 2                               | 6                               |                                 |     |               |                                   |                                   |                                   |                                   |                                   |                                   |                                |                                |                                |                                |                                |                                |        |        |        |        |
|  | Carmen Borelli Pamela Southcombe | (4)                               | 6                                | 2                               | 6                               |                                 |     |               | Mary Carter Reitano Barbara Warby | Mary Carter Reitano Barbara Warby | Mary Carter Reitano Barbara Warby | Mary Carter Reitano Barbara Warby | Mary Carter Reitano Barbara Warby | Mary Carter Reitano Barbara Warby |                                | 3                              | 1                              |                                |                                |                                |        |        |        |        |
|  |                                  |                                   |                                  |                                 |                                 |                                 |     |               | Mary Carter Reitano Barbara Warby | Mary Carter Reitano Barbara Warby | Mary Carter Reitano Barbara Warby | Mary Carter Reitano Barbara Warby | Mary Carter Reitano Barbara Warby | Mary Carter Reitano Barbara Warby |                                | 3                              | 1                              |                                |                                |                                |        |        |        |        |
|  | Mary Bevis Hawton Beryl Penrose  | Mary Bevis Hawton Beryl Penrose   | Mary Bevis Hawton Beryl Penrose  | Mary Bevis Hawton Beryl Penrose | Mary Bevis Hawton Beryl Penrose | Mary Bevis Hawton Beryl Penrose | (2) | 6             | 6                                 |                                   |                                   |                                   |                                   |                                   |                                |                                |                                |                                |                                |                                |        |        |        |        |
|  | Mary Bevis Hawton Beryl Penrose  | Mary Bevis Hawton Beryl Penrose   | Mary Bevis Hawton Beryl Penrose  | Mary Bevis Hawton Beryl Penrose | Mary Bevis Hawton Beryl Penrose | Mary Bevis Hawton Beryl Penrose | (2) | 6             | 6                                 | Dorothy Diggle Norma Ellis        |                                   | 6                                 | 8                                 |                                   |                                |                                |                                |                                |                                |                                |        |        |        |        |
|  |                                  |                                   |                                  |                                 |                                 |                                 |     |               |                                   | Dorothy Diggle Norma Ellis        |                                   | 6                                 | 8                                 |                                   |                                |                                |                                |                                |                                |                                |        |        |        |        |
|  | Mary Midgley Joan Ryan           |                                   | 4                                | 6                               |                                 |                                 |     |               |                                   |                                   |                                   |                                   |                                   |                                   |                                |                                |                                |                                |                                |                                |        |        |        |        |
|  | Mary Midgley Joan Ryan           | Dorothy Diggle Norma Ellis        | 4                                | 6                               |                                 | 6                               | 3   |               |                                   |                                   |                                   |                                   |                                   |                                   |                                |                                |                                |                                |                                |                                |        |        |        |        |
|  |                                  |                                   |                                  |                                 |                                 | 6                               | 3   |               |                                   |                                   |                                   |                                   |                                   |                                   |                                |                                |                                |                                |                                |                                |        |        |        |        |
|  |                                  |                                   | Mary Bevis Hawton Beryl Penrose  | (2)                             | 8                               | 6                               |     |               |                                   |                                   |                                   |                                   |                                   |                                   |                                |                                |                                |                                |                                |                                |        |        |        |        |
|  | Fay Occleshaw Patricia Thompson  |                                   | Mary Bevis Hawton Beryl Penrose  | (2)                             | 8                               | 6                               | 1   | 0             |                                   |                                   |                                   |                                   |                                   |                                   |                                |                                |                                |                                |                                |                                |        |        |        |        |
|  | Fay Occleshaw Patricia Thompson  |                                   |                                  |                                 |                                 |                                 | 1   | 0             |                                   |                                   |                                   |                                   |                                   |                                   |                                |                                |                                |                                |                                |                                |        |        |        |        |
|  | Mary Bevis Hawton Beryl Penrose  | (2)                               | 6                                | 6                               |                                 |                                 |     |               |                                   |                                   |                                   |                                   |                                   |                                   |                                |                                |                                |                                |                                |                                |        |        |        |        |
|  | Mary Bevis Hawton Beryl Penrose  | (2)                               | 6                                | 6                               |                                 |                                 |     |               |                                   |                                   |                                   |                                   |                                   |                                   |                                |                                |                                |                                |                                |                                |        |        |        |        |